# World Boxing
World Boxing est une organisation sportive internationale qui réglemente la boxe amateur. Elle a été créée en réponse à la rupture des relations entre le Comité international olympique (CIO) et l'Association internationale de boxe amateur (AIBA), en raison de problèmes de gouvernance et d'intégrité au sein de cette dernière, dirigée par la Russie.
World Boxing fait campagne pour que la boxe reste un sport olympique après les Jeux olympiques d'été de 2024, lorsque les dispositions spéciales de qualification du CIO auront expiré.

## Histoire

### Common Cause Alliance
À la suite de l'invasion de l'Ukraine par la Russie, début 2022, 18 fédérations nationales de boxe forment une alliance, la Common Cause Alliance (CCA), qui appelle l'Association internationale de boxe amateur à divulguer ses transactions financières avec le géant énergétique russe Gazprom, à dénoncer les effets néfastes de l'invasion de l'Ukraine et à ce que l'IBA prenne des mesures plus fortes contre la Fédération russe de boxe.
En mai 2022, le responsable néerlandais Boris van der Vorst, qui dirige la Common Cause Alliance, est déclaré inéligible pour défier le président sortant de l'IBA et responsable russe Umar Nazarovich Kremlev. En septembre 2022, un congrès extraordinaire de l'IBA décide de ne pas organiser de nouvelles élections, permettant ainsi à Kremlev de conserver la présidence. En décembre 2022, le nombre de membres de la Common Cause Alliance est passé à 25 fédérations.

### Formation de World Boxing
World Boxing est lancée le 13 avril 2023 avec un conseil d'administration provisoire composé de représentants des fédérations allemandes, britanniques, néerlandaises, philippines, suédoises et américaines.

### Jeux olympiques d'été de 2028
Le Comité international olympique a appelé dans une lettre datant du 3 octobre 2024, toutes les fédérations nationales de boxe affiliées à l’IBA de la quitter si elles veulent participer aux prochains Jeux olympiques d'été de 2028. Depuis 2019, l’IBA ne détient plus la reconnaissance olympique, d'ailleurs c’est le Comité international olympique qui a organisé les épreuves des Jeux olympiques d'été de 2020 de Tokyo et les Jeux olympiques d'été de 2024 de Paris, à cause des problèmes de financement et de gouvernance au sein de l'IBA. World Boxing se porte candidate pour organiser les épreuves de boxe des Jeux olympiques d'été de 2028 à Los Angeles,.
Le 26 février 2025, le CIO reconnait à titre provisoire World Boxing comme la fédération internationale régissant la boxe au niveau mondial au sein du mouvement olympique. En mars, lors de sa 144e session, le CIO approuve la recommandation de la commission exécutive de l'instance et inscrit officiellement la boxe au programme des Jeux olympiques 2028 à Los Angeles,.
La fédération est officiellement reconnu membre associé de l'Association des fédérations internationales olympiques des sports d'été (ASOIF) en juin 2025.

## Fédérations membres
Lors de son congrès inaugural à Francfort en Allemagne les 25 et 26 novembre 2023, World Boxing compte 27 fédérations membres. Au 29 juillet 2025, elle compte 118 fédérations membres.
| Afrique | Amériques Pan America Boxing Confederation | Asie Asian Boxing | Europe European Boxing | Océanie |
| --- | --- | --- | --- | --- |
| - Algérie (Fédération Algérienne de Boxe) - Égypte (Egyptian Boxing) - Gambie (Gambia National Boxing Association) - Ghana (Ghana Boxing Federation) - Madagascar (Madagascar Boxing Federation) - Malawi (Malawi Boxing Association) - Maurice (Mauritius Boxing Federation) - Nigeria (Nigeria Boxing Association), - Ouganda (Uganda Boxing Federation) - République centrafricaine (Central African Boxing Federation) - Sierra Leone (Sierra Leone Boxing Federation) - Somalie (Somali Boxing Association) - Soudan (Sudan Boxing Federation) | - Argentine (Federacion Argentina de Boxeo), - Bahamas (World Boxing Federation of the Bahamas) - Barbade (Boxing Association of Barbados) - Bermudes (Bermuda Boxing Association) - Bolivie (Boxing Federation of Bolivia) - Brésil (Confederacao Brasileira de Boxe), - Canada (Canadian Boxing Association), - Chili (Chilean Boxing Federation) - Colombie (Columbia Boxing Federation) - Cuba (Cuban Boxing Federation) - Dominique (Dominica Boxing Association) - Équateur (Federacion Ecuatoriana de Boxeo) - États-Unis (USA Boxing) - Grenade (The Boxing Association of Grenada) - Guatemala (Federación Nacional de Boxeo de Guatemala) - Haïti (Haitian Boxing Federation) - Honduras (Federacion Hondurena de Boxeo), - Îles Caïmans (Cayman Islands Boxing Association) - Îles Vierges des États-Unis (Virgin Islands Boxing Federation) - Jamaïque (Jamaica Boxing Board) - Mexique (Federacion Mexicana De Boxeo) - Panama (Panamanian Boxing Federation) - Pérou (Federacion Deportiva Peruana de Boxeo) - République dominicaine (Federacion Dominicana de Boxeo) - Salvador (Salvadoran Boxing Federation) - Suriname (Surinaamse Boxbond) - Trinité-et-Tobago (Trinidad & Tobago Boxing Association) - Venezuela (Venezuela Boxing Federation) | - Afghanistan (Afghanistan National Boxing Federation) - Arabie saoudite (Saudi Boxing Federation) - Azerbaïdjan (The Boxing Federation of Azerbaijan) - Bhoutan (Bhutan Boxing Federation) - Birmanie (Myanmar Boxing Federation) - Cambodge (Cambodia Boxing Federation) - Chine (Chinese Boxing Federation) - Corée du Sud (Boxing Association of Korea) - Émirats arabes unis (United Arab Emirates Boxing Federation) - Hong Kong (Hong Kong Boxing Federation) - Inde (Boxing Federation of India) - Indonésie (Indonesia Boxing Federatio) - Irak (Iraq national amateur boxing athletes) - Iran (Iran national amateur boxing athletes) - Japon (Japan Boxing Federation) - Jordanie (Jordan Boxing Association) - Kazakhstan (Kazakhstan Boxing Federation) - Kirghizistan (Kyrgyz Republic Boxing Federation) - Laos (Lao Boxing Federation) - Liban (Lebanese Boxing Federation) - Macao (Macao Boxing Federation) - Malaisie (Persekutuan Tinju Malaysia) - Mongolie (Mongolia Boxing Association) - Népal (Nepal Boxing Federation) - Ouzbékistan (O`zbekiston Boks Federatsiyasi) - Pakistan (Pakistan Boxing Federation) - Palestine (Palestine Boxing Federation) - Philippines (Boxing Association of the Philippines) - Singapour (Singapore Boxing Association) - Syrie (Syria national amateur boxing athletes) - Taïwan (Chinese Taipei Boxing Association) - Thaïlande (Thailand Boxing Association) - Turkménistan (Turkmenistan Boxing Federation) | - Albanie (Albania Boxing Federation) - Allemagne (Deutscher Boxsport-Verband), - Andorre (Fédération andorrane de boxe) - Angleterre (Boxing Association of England) - Autriche (Austrian Boxing Federation) - Belgique (Royale Fédération Belge de Boxe) - Bosnie-Herzégovine (Bosnia and Herzegovina Boxing Federation) - Bulgarie (Bulgarian Boxing Federation) - Croatie (Hrvatski boksački savez) - Danemark (Danish Amateur Boxing Federation) - Écosse (Boxing Scotland) - Espagne (Royal Spanish Boxing Federation) - Estonie (Estonian Boxing Association) - Finlande (Finnish Boxing Federation) - France (Fédération française de boxe), - Géorgie (National Boxing Federation of Georgia) - Grèce (Hellenic Boxing Federation) - Hongrie (Magyar Ökölvívó Szakszövetség) - Irlande (Irish Athletic Boxing Association) - Islande (Iceland Boxing Federation) - Israël (Israel Boxing Association) - Italie (Federazione Pugilistica Italiana) - Kosovo - Lituanie (Lithuania Boxing Federation) - Monténégro (Boxing Association of Montenegro) - Norvège (Norwegian Boxing Federation) - Pays-Bas (Nederlandse Boksbond) - Pays de Galles (Welsh Boxing Federation) - Pologne (Polski Związek Bokserski) - République tchèque (Czech Boxing Association) - Roumanie (Romania Boxing Federation) - Royaume-Uni (British Boxing Board of Control) - Slovaquie (Slovak Boxing Federation) - Suède (Swedish Boxing Federation), - Suisse (SwissBoxing) - Turquie (Turkish Boxing Federation) | - Australie (Boxing Australia) - Fidji (Boxing Fiji) - Kiribati (Kiribati Boxing) - États fédérés de Micronésie (Federated States of Micronesia Boxing Association) - Nouvelle-Zélande (New Zealand Boxing Association) - Polynésie française (Fédération polynésienne de Boxe (Tahiti)) - Samoa (Independent Boxing Samoa) - Tuvalu (Tuvalu Boxing Association) |